# ਕ
Cette page contient des caractères spéciaux ou non latins. S’ils s’affichent mal (▯, ?, etc.), consultez la page d’aide Unicode.
ਕ, appelé kakka (pendjabi : ਕੱਕਾ [kəkːɑ]) ou ka et transcrit k, est une consonne de l’alphasyllabaire gurmukhi.

## Représentations informatiques
Ses caractères Unicode sont :
| formes | représentations | chaînes de caractères | points de code | descriptions                                |
| ------ | --------------- | --------------------- | -------------- | ------------------------------------------- |
| pleine | ਕ               | ਕ                     | U+0A15         | lettre gurmukhi ka                          |
| morte  | ਕ੍               | ਕ◌੍                    | U+0A15 U+0A4D  | lettre gurmukhi ka, symbole gurmukhi virama |